# Pedius inquinatus
Pedius inquinatus – gatunek chrząszcza z rodziny biegaczowatych i podrodziny dzierowatych.

## Taksonomia
Gatunek ten opisany został po raz pierwszy w 1824 roku przez Jacoba Sturma pod nazwą Platysma inquinatum.

## Morfologia
Chrząszcz o wydłużonym ciele długości od 7,7 do 10 mm. Ubarwienie ma brązowe do smoliście brunatnego z jaśniejszymi, zwykle czerwonobrązowymi czułkami, głaszczkami i odnóżami. Głowa i przedplecze są szersze niż u P. longicollis. Nasadowa część przedplecza jest niepunktowana lub ma niewyraźne punktowanie ograniczone do dołków przypodstawowych, które to obecne są w liczbie jednej pary. W zarysie krawędzie boczne przedplecza mają przed kątami tylnymi znacznie słabiej zaznaczone niż u P. longicollis wklęśnięcia. Pokrywy są wyraźnie spłaszczone, o obrzeżonych podstawach, wyraźnych barkach oraz grubo i gęsto punktowanych rzędach, pozbawione rządków przytarczkowych, zaopatrzone w pojedynczą parę (rzadko dwie pary) delikatnych chetoporów (punktów szczecinkowych) dyskalnych umieszczonych w wierzchołkowej ćwiartce trzecich międzyrzędów oraz parę chetoporów przytarczkowych. Dominują formy krótkoskrzydłe, ale spotyka się też osobniki o skrzydłach tylnej pary w pełni wykształconych. Odnóża tylnej pary mają krętarze niemal w połowie tak długie jak uda, a stopy o ostatnim członie porośniętym od spodu szczecinkami. Stopy wszystkich par cechują się grzbietowymi powierzchniami członów pozbawionymi podłużnych bruzd pośrodkowych. Odwłok ma czwarty, piąty i szósty spośród widocznych sternitów poprzecznie obrzeżone od przodu ostrymi bruzdami.

## Ekologia i występowanie
Owad rozmieszczony na nizinach. Preferuje wilgotne i porośnięte roślinnością pobrzeża wód stojących i płynących. Znajdowany jest m.in. w napływkach na brzegach dużych rzek.
Gatunek palearktyczny, znany z Austrii, Włoch, Słowacji, Węgier, Ukrainy, Mołdawii, Rumunii, Bułgarii, Chorwacji, Serbii, Czarnogóry, Albanii, Macedonii Północnej, Grecji, południowoeuropejskiej części Rosji, anatolijskiej części Turcji i Kazachstanu. Na Słowacji jest bardzo rzadko i lokalnie obserwowany.